# 東洋電装
東洋電装株式会社（とうようでんそう、Toyo Denso Co.,Ltd. ）は、東京都港区新橋に本社を置く大手自動車部品メーカーである。
横浜市に本社のある東洋電装株式会社、広島市に本社のある東洋電装株式会社は、無関係の別法人である。

## 概説
主に自動車・オートバイ用各種スイッチ製品、イグニッションコイルなどのエンジン部パーツから発電機といったものまで取り扱っており研究開発、販売をおこなっている。取引先には本田技研工業をはじめダイムラークライスラー、フォルクスワーゲンなど世界の主要な大手四輪メーカーやカワサキ、ホンダといった大手二輪メーカーなどを顧客としているほか、製品開発の高い信頼性によりCARTやSuper GT、MotoGPなど、二輪、四輪のレースに世界最先端技術を駆使した高性能部品を供給し続けている。

## 沿革
- 1947年 - 東京都港区に小出電機製作所を設立。
- 1960年 - 東洋電装株式会社設立（資本金1千万円）。
- 1964年 - 埼玉県鶴ヶ島市に鶴ヶ島工場を完成。同工場に総合移転。
- 1965年 - 鶴ヶ島工場内に研究所及び試作工場完成。
- 1968年 - 鶴ヶ島工場内に厚生センター完成。
- 1969年 - 鶴ヶ島工場内にダイキャスト工場完成。
- 1972年 - 鶴ヶ島工場内に総合試験室完成。
- 1975年 - 東京都港区新橋に本社を新築・移転。
- 1976年 - 合弁会社のアセアンオートパーツカンパニーリミテッド（タイ）の設立に資本参加。
- 1977年 - 九州東洋株式会社（熊本県）を設立。系列子会社として取引開始。
- 1979年 - 合弁会社P.T.KGDインドネシアインコーポレッド（インドネシア）の設立に資本参加。
- 1986年 - 三重県亀山市に亀山工場完成。
- 1987年 - 合弁会社、東洋建蒼電機股有限公司（台湾）の設立資本参加。ウイスティックインコーポレーテッド（アメリカ）を設立。アームストロングオートパーツエスディーエヌバーハシド（マレーシア）、士林電気廠股有限公司（台湾）、ルーカスインダストリーズパブリックリミテッドカンパニー（英国）と技術援助契約を締結。
- 1989年 - 九州東洋電装株式会社を吸収合弁して東洋電装株式会社熊本工場に名称変更。
- 1990年 - 東洋ホンダ販売株式会社を設立。
- 1992年 - 上海東洋電装有限公司（中国）を設立。系列子会社として取引開始。
- 1997年 - タイ東洋電装株式会社（タイ）を設立。系列子会社として取引開始。
- 2001年 - 株式会社東洋電装インドネシア（インドネシア）を設立。系列子会社として取引開始。
- 2003年 - 東洋電装イギリス株式会社（英国）を設立。
- 2005年 - 東洋電装インド株式会社（インド）を設立。系列子会社として取引開始。
- 2006年 - 鶴ヶ島工場を総改築し、総合テクニカル・センターとして発足。
- 2006年 - ベトナム東洋電装株式会社（ベトナム）を設立。系列子会社として取引開始。
- 2013年 - 上海弘遥電子研究開発有限公司（中国）を設立。系列子会社として取引開始。
- 2015年 -  Toyodenso Deutschland GmbH （ドイツ）を設立｡ 系列子会社として取引開始

## 事業所

### 国内
- 本社 - 東京都港区
- テクニカルセンター - 埼玉県鶴ヶ島市
- 亀山工場 - 三重県亀山市
- 熊本工場 - 熊本県玉名郡和水町

### 営業所
- 栃木営業所 - 栃木県宇都宮市
- 浜松営業所 - 静岡県浜松市

### 関係会社
- 東洋電工株式会社‐ハーネス製造
  - 九州工場 - 福岡県

### 海外事業所
- ウィステック社 - アメリカ合衆国
- 上海東洋電装有限公司 - 中華人民共和国
- タイ東洋電装株式会社 - タイ
- 東洋電装インドネシア - インドネシア
- ベトナム東洋電装 - ベトナム
- 東洋電装イギリス株式会社 - イギリス
- 東洋電装インド株式会社 - インド
- 東洋健蒼電機股份有限公司 - 台湾

## 主な製品
- イグニッションコイル
- コンビネーションスイッチ
- ドア周り、ステアリング周り、インパネ周りほか自動車向け各種操作、センサー、制御系スイッチ
- パワートレイン系　車速センサー、各種バルブ
- オートバイ向けハンドル周りほか各種操作、センサー、制御系スイッチ
- 自動車以外の汎用機器向け各種操作、センサー、制御系スイッチ
- 発電機

## 労働組合
- 東洋電装労働組合
- 全国本田労働組合連合会